# Chin P'ing Mei
Chin P'ing Mei (in cinese: 金瓶梅, pinyin: Jīn Píng Méi, lett. "La prugna nel vaso d'oro" o "Fiore di prugno nell'Ampolla d'oro") è un romanzo cinese, composto in lingua vernacolare (baihua) durante la fine della dinastia Ming nel XVI secolo da un autore, o autrice, anonimo che usò lo pseudonimo di Lanling Xiaoxiao Sheng. Le prime versioni del romanzo furono scritte a mano, il primo libro stampato, invece, fu pubblicato solo nel 1610. La versione più completa oggi comprende un centinaio di capitoli.
Il romanzo ruota attorno alle vicende di Ximen Qing (西门庆), un mercante di materia medica, e del suo numeroso seguito di mogli e concubine. La famiglia del protagonista passerà nel giro di pochi anni da una situazione di ricchezza, passioni e incesti ad un tracollo inesorabile, che vedrà morire molti membri, tra cui il protagonista. Il libro offre una vasta panoramica della Cina durante la dinastia Song Settentrionale e della vita nel XII secolo, fino agli anni dell'invasione dei tartari.
Chin P'ing Mei è considerato il quarto dei Quattro grandi romanzi classici della letteratura cinese. È la prima opera cinese a descrivere la sessualità in modo esplicito, vantando nel Paese una notorietà analoga a quella di cui godono Fanny Hill o L'amante di Lady Chatterley in Occidente.

## Trama
Il giovane e ricco mercante Hsi-men Ch'ing (pinyin Ximen Qing) si incontra un giorno per caso con P'an Chin-lien (pinyin Pan Qinlian), moglie di Wu Ta-lang, e riesce ad avere con lei un rapporto. La donna è così conturbata dalla ricchezza e dalla passione dell'amante, che uccide il marito avvelenandolo pur di poter diventare una sua concubina. Il fratello della vittima, Wu Sung (pinyin Wu Song), è desideroso di vendicare il suo familiare, ma uccide per sbaglio un innocente e viene quindi estradato dalle autorità. Hsi-men Ch'ing, libero così dalle preoccupazioni di una sua possibile ritorsione, si impigrisce negli agi di una vita dissoluta, accogliendo nel suo harem anche Li P'ing-êrh, moglie di un amico morto, e la schiava Ch'un-mei.
Da questo momento in avanti una serie di atrocità si abbatte sulla famiglia di Hsi-men Ch'ing: Li P'ing-êrh e il figlio avuto da lei muoiono in seguito a un terribile morbo; P'an Chin-lien viene uccisa da Wu Sung al suo ritorno; Ch'un-mei viene venduta a un'altra famiglia; e lo stesso Hsi-men C'ing soccombe ad un'overdose di pillole afrodisiache. Nel frattempo i tartari invadono la Cina e la moglie di Hsi-men Ch'ing trova riparo in un tempio buddhista insieme al figlio Hsiao Kê. Qui le viene rivelato in sogno che suo figlio è la reincarnazione del deceduto marito e, per risparmiargli le sciagure di una vita dissoluta, lo fa diventare bonzo.

## Paternità dell'opera
Chin P'ing Mei è firmato da un certo Lanling Xiaoxiao Sheng (蘭陵笑笑生, lett. "Il beffardo scolaro di Lanling") che costituisce un chiaro pseudonimo. La critica ha cercato di individuare la figura storica che si cela dietro al nome d'arte e la maggior parte degli studiosi si trova d'accordo nel riconoscere come autore Wang Shizhen. Una seconda corrente di pensiero, capitanata dall'autorevole sinologo britannico Arthur Waley attribuisce invece l'opera al pittore e letterato cinese Xu Wei.
Attorno alla genesi dell'opera si è sviluppata una leggenda popolare, priva però di qualsiasi fondamento storico, che vuole il romanzo scritto per puro intento di vendetta. Secondo il mito, infatti, l'autore avrebbe scritto una storia così licenziosa motteggiando la vita di un notabile che in precedenza gli aveva ucciso il padre. Contando sul fatto che un libertino non avrebbe resistito alla tentazione di leggere la copia di un romanzo erotico, l'autore avvelenò i margini superiori del libro per far sì che il funzionario si intossicasse inumidendosi le mani per voltare pagina.

## Pubblicazione

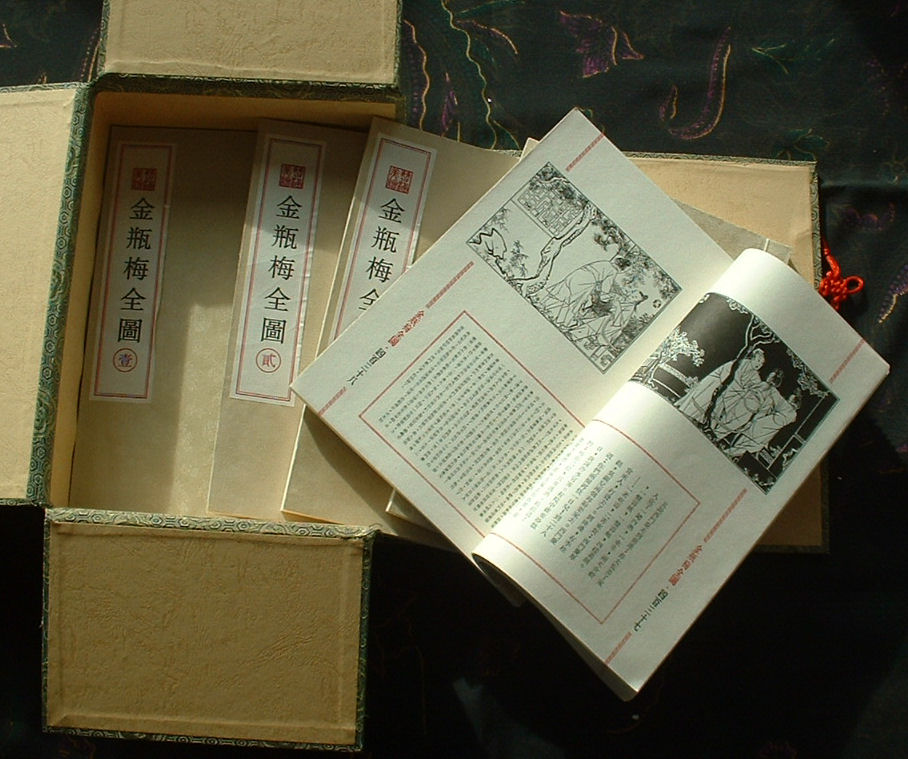
Un'edizione del romanzo

La prima edizione del Chin P'ing Mei apparsa in Occidente fu una traduzione in lingua tedesca realizzata tra il 1862 e il 1869 da Hans Conon von der Gabelentz. Come testo di partenza, tuttavia, il linguista tedesco utilizzò un'edizione in lingua mancese del 1708 invece dell'originale cinese, dal momento che a quell'epoca la lingua manciù costituiva una lingua-ponte più facile da imparare del cinese. Questa traduzione fu pubblicata solo in brevi estratti e successivamente il testo integrale andò perduto, fino al 1998, quando fu riscoperta nell'archivio del Castello di Altenburg.
Nel 1920 i fratelli Otto e Arthur Kibat cominciarono a lavorare a una nuova e ambiziosa traduzione dell'opera, che avrebbe contato più di 3.000 pagine, da pubblicare in 5 volumi. I primi due episodi uscirono rispettivamente nel 1928 e nel 1932, ma con l'avvento di Adolf Hitler nel 1933 il lavoro fu messo all'indice per i contenuti troppo espliciti. L'intera serie di volumi vide la luce solo successivamente, tra il 1967 e il 1983. Una traduzione completa, ma molto sintetica (con gli aspetti sessuali censurati), fu pubblicata nel 1930 ad opera di Franz Kuhn con il titolo Kin Ping Meh oder Die abenteuerliche Geschichte von Hsi Men und seinen sechs Frauen ("Kin Ping Meh o la storia avventurosa di Hsi Men e delle sue sei mogli").
La prima versione inglese del romanzo, intitolata The Golden Lotus ("Il loto d'oro"), apparve nel 1939. Alla sua stesura collaborarono Clement Egerton e lo scrittore cinese Lao She, che tuttavia preferì rinunciare a qualsiasi diritto sul libro per via della natura degli argomenti in esso trattati. Si tratta di una versione completa in 4 volumi, anche se alcune delle parti sessualmente più esplicite vennero rese in latino.
In Italia Chin P'ing Mei fu pubblicato originariamente nel 1955, traducendo dalla versione inglese dell'edizione parziale curata da Arthur Waley. Solo nel maggio 2017 appare presso Luni Editrice un'edizione integrale ripresa dalla traduzione francese curata dal sinologo André Lévy.

## Analisi

### Titolo
Chin P'ing Mei prende il nome dai tre personaggi femminili principali — P'an Chin-lien (潘金莲, lett. "Loto dorato"); Li P'ing-êrh (李瓶儿, lett. "Piccolo vaso"), una concubina di Hsi-Men Ch'ing, e Ch'un mei (庞春梅, lett. "Fiori di susina primaverili"), una giovane cameriera che è salita al potere all'interno della famiglia.

### Significati e accoglienza

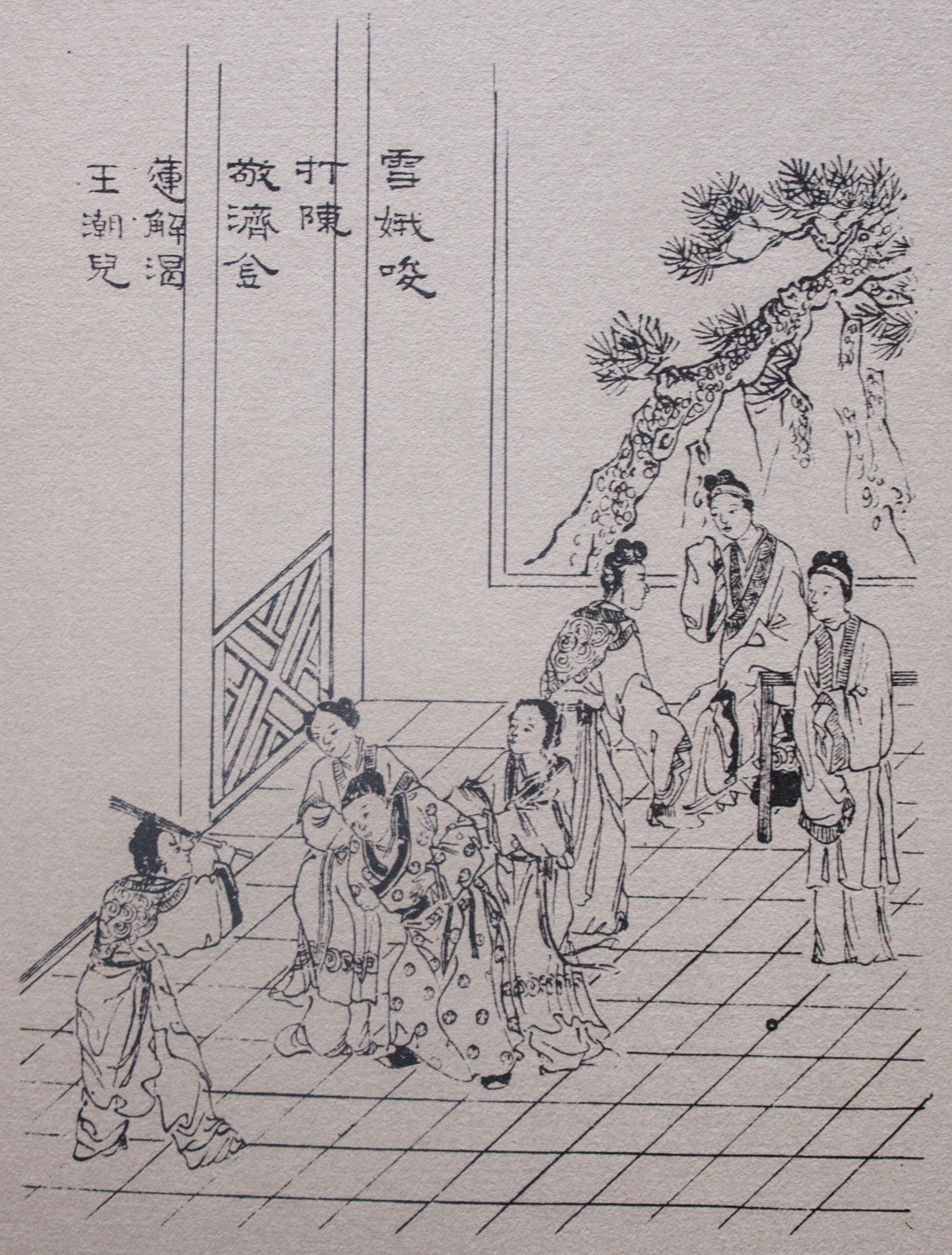
Illustrazione tratta da un'edizione cinese del Chin P'ing Mei del XVII secolo

Identificato per secoli come materiale pornografico e vietato ufficialmente fin dalla sua pubblicazione, il libro è stato comunque letto di nascosto da gran parte della classe istruita. Solo a partire dalla dinastia Qing è stato rivalutato come letteratura. In realtà l'opera si presenta come un romanzo di costume, che offre un monumentale affresco della cultura cinese del XII secolo, indagando a fondo anche diverse questioni sociali, come il ruolo delle donne nella società cinese antica, la politica e la corruzione umana.
La storia contiene un sorprendente numero di descrizioni di giocattoli sessuali e tecniche coitali che al giorno d'oggi sarebbero considerate fetish, così come una grande quantità di battute oscene e velate, cariche di riferimenti sessuali. Alcuni critici hanno sostenuto che le descrizioni altamente sessuali sono essenziali per la struttura e la comprensione del romanzo, notando al tempo stesso la loro influenza su altri romanzi cinesi di liberazione in materia di sessualità, in particolare ne Il sogno della camera rossa.
Chin P'ing Mei ha ricevuto valutazioni positive dai contemporanei, non solo in Cina, ma anche a livello internazionale, dove è considerato tra i primi veri esempi di romanzo sociale, psicologico e realistico. L'autore Lǐ Yú lo considerò insieme a Il romanzo dei Tre Regni, I briganti e Il viaggio in Occidente uno dei "quattro grandi romanzi classici" cinesi, prima che venisse messo al bando e sostituito nella lista da Il sogno della camera rossa. L'acclamato critico Zhang Zhupo l'ha descritto come "il libro più incredibile esistente sotto il cielo" (第一 奇书), e nel XX secolo, anche l'influente autore Lu Xun l'ha tenuto in grande stima.
Parole d'elogio per l'opera sono state spese anche da Piero Jahier nell'introduzione al volume italiano da lui tradotto:

## Citazioni e riferimenti
La trama del romanzo costituisce una sorta di spin-off di un episodio tratto da un'altra celebre opera cinese: I briganti; in cui Hsi-Men Ch'ing e P'an Chin-lien avvelenano il marito della donna per dare sfogo alla loro illecita relazione amorosa e sono successivamente uccisi dal fratello del defunto marito, Wu Song. Il finale delle due storie però si discosta alquanto, dal momento che ne I briganti Ch'ing muore per mano di Wu Song, mentre in Chin P'ing Mei il protagonista soccombe per aver ingerito troppe pillole afrodisiache.
Umberto Eco si è ispirato alla leggenda sulla genesi del Chin P'ing Mei per l'espediente delle pagine avvelenate con cui Jorge da Burgos uccide i monaci ne Il nome della rosa.

## Trasposizioni
Il fumettista italiano Magnus ha creato un romanzo grafico liberamente tratto dal Chin P'ing Mei, intitolato Le 110 Pillole. La storia si incentra sulle gesta sessuali del ricco farmacista Hsi-Men Ching e delle sue sei mogli.
In totale sono stati prodotti 3 lungometraggi ispirati all'opera letteraria:
1. Jin ping mei (1955), diretto da Yin Wang[9].
2. Jin ping mei (2008), prodotto a Hong Kong per la regia di Man Kei Chin e con Lam Wai-Kin nel ruolo del protagonista Simon Qing[10].
3. Jin ping mei er ai de nu li (2009), sequel diretto del precedente, in cui ricompare anche lo stesso attore protagonista[11].

## Edizioni italiane
- Chin P'ing Mei. Romanzo cinese del secolo XVI, traduzione di e cura di Piero Jahier e Maj-Lis Rissler Stoneman, Introduzione di Arthur Waley, Collana I Millenni, Torino, Einaudi, 1955-1997, ISBN 978-88-06-08011-2. - 2 voll., Biblioteca dell'Eros, ES, Milano, 2005-2006. [edizione parziale, ricavata dalla traduzione inglese, curata dal Waley, della riduzione tedesca di un'edizione cinese manomessa]
- Chin P'ing Mei. Romanzo erotico cinese del secolo XVI (2 voll.), traduzione di Piero Jahier e Maj-Lis Rissler Stoneman, Nuova edizione accresciuta a cura di Olimpio Cescatti, Collana Universale Economica, Milano, Feltrinelli, 1970- V° ed. 1991, ISBN 88-07-81053-0. [edizione basata sulla traduzione in lingua inglese del Waley]
- La pagoda dell'amore, traduzione di Giuseppe Costa, Torino, Dellavalle, 1971.
- Jin Ping Mei (2 voll.), a cura di Serafino Balduzzi, Milano, Luni, 2017, ISBN 978-88-79-84522-9. [versione integrale ricavata dalla traduzione francese curata da André Lévy - per la Pléiade Gallimard nel 1985 - da un'edizione con un'unica copia superstite, ritenuta la più vicina al manoscritto originale perduto]